# Чижевский, Титус

Портрет мужчины с трубкой. 1917—1920 гг.

Титус Чижевский (пол. Tytus Czyżewski; 28 декабря 1885, Пшишова, Австро-Венгрия (ныне Малопольского воеводства Польши) — 5 мая 1945, Краков) — польский поэт-футурист, драматург, художник, литературный и художественный критик, яркая фигура межвоенного авангарда, один из основателей группы формистов.

## Биография

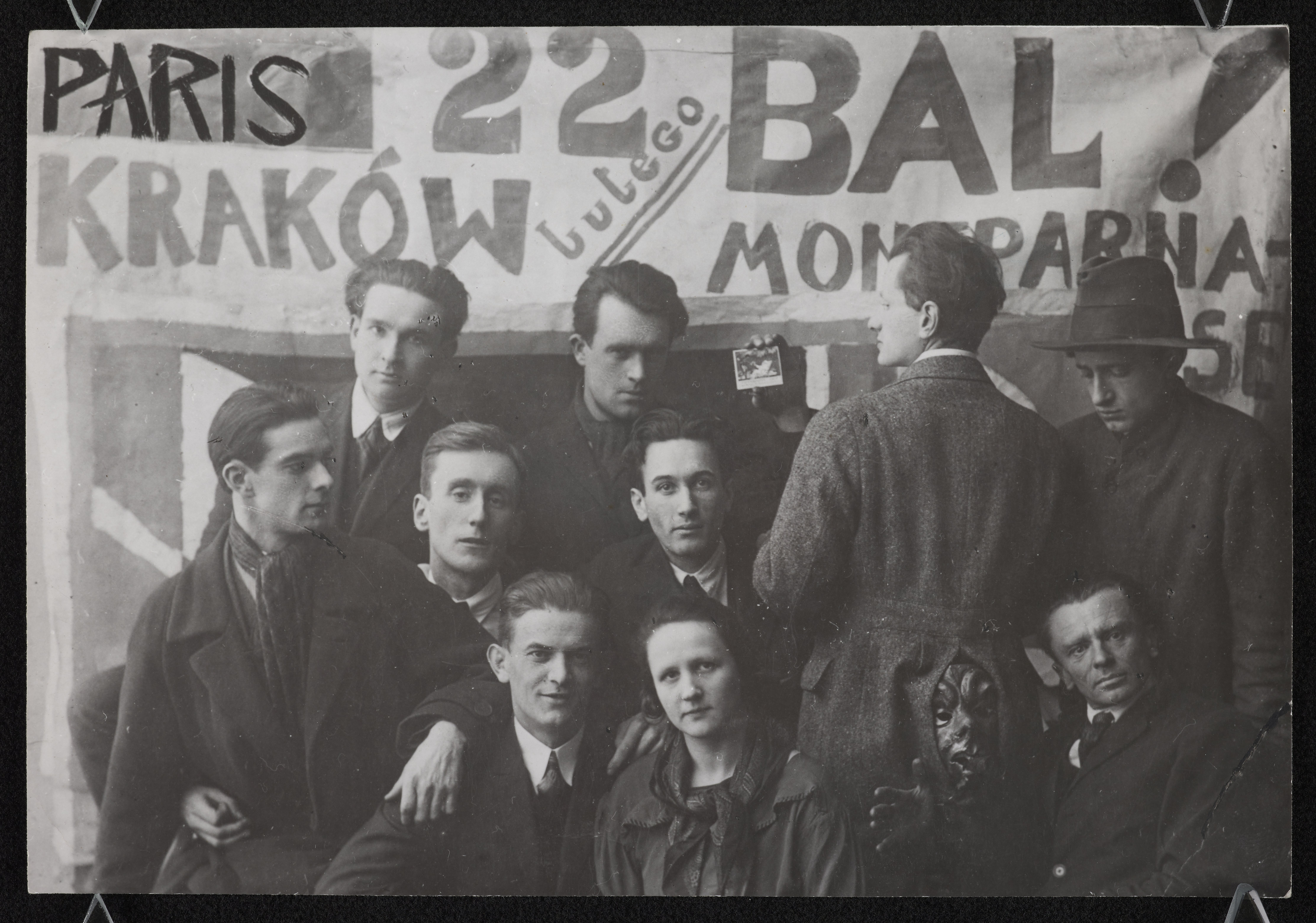
«Парижский комитет» в 1925 r. внизу в центре — Ханна Рудцка и Ян Цыбис (слева), Юзеф Чапский (второй ряд в центре), Артур Нахт-Самборский (второй ряд, третий слева), Зигмунт Валишевский (сидит, крайний справа), Пётр Потворовский, Титус Чижевский, Юзеф Ярема

В 1902—1907 обучался в Краковской академии искусств, под руководством Ю. Мехоффера и С. Выспяньского.
В 1907—1909 и 1910—1912 продолжил изучать живопись в Париже. С 1911 — участник выставок в Салоне Независимых.
В 1917 — соучредитель краковской группы художников Экспрессионисты Польши, в которую кроме него входили Виткевич, Леон Хвистек и др., в 1919 она была преобразована в группу формистов.
С 1917 принадлежал к группе Экспрессионисты Польши .
Титус Чижевский был одним из организаторов клубов футуристов, публиковал стихи в их журналах. Доказывал, что фольклор может оказывать на поэтов-авангардистов животворное влияние.
Позже — художник-примитивист, колорист (капист).
В 1922—1925 работал в посольстве Польши в Париже.

### Поэзия
- 1920 — Zielone Oko. Poezje formistyczne. Elektryczne wizje
- 1922 — Noc — dzień. Mechaniczny instynkt elektryczny
- 1925 — Pastorałki
- 1927 — Robespierre. Rapsod. Cinema. Od romantyzmu do cynizmu
- 1936 — Lajkonik w chmurach

### Драматургия
- 1907 — Śmierć Fauna. Obrazek
- 1922 — Osioł i słońce w metamorfozie
- 1922 — Włamywacz z lepszego towarzystwa
- 1922 — Wąż, Orfeusz i Euridika